# Test Drive III: The Passion
Test Drive III: The Passion – wyścigowa gra komputerowa, trzecia część z serii Test Drive wyprodukowana i wydana przez Accolade dnia 20 września 1990. Pierwszy raz w serii zastosowano grafikę trójwymiarową i 256 kolorów. TD3 nie doczekał się konwersji na inne platformy – został wydany tylko na PC. Powstał jeden dodatek do gry o nazwie Road & Car. Dodawał 2 samochody (Acura NSX i Dodge Stealth) oraz nową lokację (z Cape Cod do Niagara).

## Pojazdy w grze
- Chevrolet CERV III
- Lamborghini Diablo
- Pininfarina Mythos
- Acura NSX
- Dodge Stealth

źródło: